# Ana Zuley Ruiz
Ana Zuley Ruiz Escalante (Maracay, Venezuela, 16 de enero de 1966) es una médica veterinaria, profesora titular e investigadora del área de Fisiología animal, adscrita a la Facultad de Ciencias Veterinarias de la Universidad Central de Venezuela (UCV), la cual se asocia con la expresión de proteínas involucradas en procesos reproductivos y en el metabolismo intermediario en animales mamíferos domésticos (bovinos, ovinos y caprinos) que se encuentran en condiciones tropicales, sometidos a diferentes regímenes alimenticios y bajo condiciones corporales diversas. Entre sus actividades figura la evaluación de proteínas donde se destacan los receptores hipotalámicos y ovárico de la leptina, la subunidad 1 del receptor del N metil D-aspartato (NMDAR1), el factor de crecimiento tipo insulina-I (IGF-I) junto con sus receptores tanto hepáticos como ováricos, los transportadores de glucosa (Glut 1 y Glut-4), el neuropéptido Y, el receptor tipo 1 de orexina (OX-1R) y la vinculina y troponima-T, relacionadas con las características de la canal y la degradación post mortem de la carne en novillos de doble propósito.

## Formación académica
Cursó sus estudios de formación universitaria en la Facultad de Ciencias Veterinarias de la Universidad Central de Venezuela, obteniendo su título de Médico Veterinario en el año 1991. Realizó sus estudios de postgrado en el Departamento de Ciencias Animales de la Universidad de Nebraska-Lincoln, Estados Unidos en el año 2004, obteniendo el título de Phylosophy Doctor.
Ha realizado diversos cursos de ampliación de conocimientos en áreas como Reproducción Equina Avanzada (1994), Patología de los Animales (1996), Diseño de Experimentos Aplicados (1994), Seguridad en el Uso de Materiales Radioactivos (2000), incluyendo pasantías de estudio una para entrenamiento en mediciones hormonales mediante la técnica de radioinmunoanálisis en el Laboratorio del Dr. D.C. Sharp, Universidad de Florida, Gainesville, Estados Unidos (1994) y otra para medición de las hormonas prolactina, progesterona, luteinizante y melatonina en yeguas en el laboratorio del Dr. Barry Fitzgerald, Universidad de Kentucky, Lexington, Estados Unidos (1998).

## Docencia y gerencia universitaria
En el transcurso de su actividad profesional ha sido docente en el Departamento de Ciencias Fisiológicas y en la Cátedra de Fisiología Animal de la Facultad de Ciencias Veterinarias (UCV), tutora y jurado evaluador de diversos trabajos de ascenso, tesis doctorales y maestrías. También ha sido representante de su Facultad ante el Consejo de Desarrollo Científico y Humanístico de la Universidad Central de Venezuela, Coordinadora de Postgrado y de Investigación y Editora de la Revista de la Facultad de Ciencias Veterinarias-UCV.
Es miembro del Colegio de Médicos Veterinarios del estado Aragua, de la Society for Study of Reproduction, de la Asociación Venezonala para el Avance de la Ciencia (AsoVAC) y de la American Physiological Society.

## Reconocimientos
Durante su trayectoria ha recibido varios reconocimientos entre los cuales se encuentran el Premio de la Comisión Nacional del Sistema para el Reconocimiento de Méritos a los Profesores de la Universidades Nacionales como Profesor Mérito Nivel III, el Premio de Investigación Whittermore Travel Fellowship otorgado por la Universidad de Nebraska-Lincoln (E.U.A), la Orden «Luisa Cáceres de Arismendi» en su única clase, la Orden José María Vargas en su tercera y segunda clase, el Premio a la Editora de la Revista Científica más consultada otorgado por el Repositorio Institucional de la UCV (Saber-UCV), así como también el Reconocimiento como Mujer Luchadora y Distinguida en los espacios de la Facultad de Ciencias Veterinarias-UCV. 

## Publicaciones
Entre sus trabajos publicados se pueden mencionar:
- Ana Zuley Ruiz. Cloning and sequencing of c-DNA encoding N-methyl-D-aspartate receptor subunit-1 in the hypothalamus of male sheep. Revista Brasileira de Zootecnia. 43(4):183-187. Brasil. 2014.[2]
- Ana Z. Ruiz, Roger Kittok and Rebecca Cederberg. Sequence of Ovis aries NMDA subunit-1 mRNA. Banco Nacional de Genética, National Center of Biotechnology Information (2003).[3]
- Ana Z. Ruiz and Roger Kittok. Effect of testicular steroids on the expression of N-Methyl- D-aspartate receptor (NMDA receptor) in the hypothalamus of male sheep. Society for the Study of Reproduction Inc., Biology of Reproduction. Biology of Reproduction, Madison, Wisconsin, E.UA. 2004, Special Issue: 219.[4]
- Héctor Zerpa, Ana Z Ruiz, Herakles García, Marcos Hernández, Elías Sogbe, Mario Rossini, Elías Ascanio. Efecto de la infección aguda por Tripanosomiasis evansi sobre la reactividad vascular de la aorta de ratas. Revista de Ciencias Veterinarias, UCV, Maracay, Edo. Aragua, Venezuela. 2004. 45 (2): 65-81.[5]
- Ana Z Ruiz, Roger Kittok. Amplificación del ADN de del receptor N-Metil-D-Aspartato (NMDAR-1) en el hipotálamo ovino mediante la técnica de RT-PCR. Revista Científica de Ciencias Veterinarias del Zulia. Maracaibo, Edo. Zulia. Venezuela. 2006; XVI (5): 496-505.[6]
- José D. Pradere, Freddy González M., Ana Z Ruiz y Alejandro Correa. Anatomía del útero y ovarios del Capibara (Hydrochoerus hydrochaeris) : Irrigación arterial. Revista de la Facultad de Ciencias Veterinarias UCV, Maracay, Edo. Aragua. 2006; 47(1): 25-32.[7]
- José D. Pradere, Ana Z Ruiz, Freddy González M. y Alejandro Correa. Vascularización del útero y los ovarios del Pecarí de collar (Tayassu tajacu). Revista de la Facultad de Ciencias Veterinarias UCV, Maracay, Edo. Aragua. 2007; 48(1):15-22.[8]
- Ana Z Ruiz y Roger Kittok. Detección de la subunidad NMDAR-1 del receptor N-metil D-aspartaro (NMDAR) en el hipotálamo del ovino mediante el análisis de Western Blot. Revista Científica de la Facultad de Ciencias Veterinarias de la Universidad del Zulia, Maracaibo, Edo. Zulia. 2008; XVII (2):148 -153.[9]
- Carlos Domínguez, Ana Z. Ruiz, Rafael Pérez, Nelson Martínez, Karin Drescher, Lívia Pinto y Richard Araneda. Efecto de la condición corporal al parto y del nivel de alimentación sobre la involución uterina, actividad ovárica, preñez y la expresión hipotalámica y ovárica de los receptores de leptina en vacas doble propósito. Revista de la Facultad de Ciencias Veterinarias-UCV, Maracay, Edo. Aragua. 2008; 49(1): 23-36.
- Ana Z. Ruiz, Carlos Domínguez, Nelson Martínez, Livia Pinto-Santini, Karin Drescher, Rafael Pérez, Jesús Rojas y Richard Araneda. Efecto de la condición corporal y nivel de alimentación sobre la actividad ovárica, involución uterina y expresión del IGF-I en vacas mestizas durante el postparto. INTERCIENCIA. 2010; 35(10):752-758.[10]
- Rodríguez, A., Zerpa, H., A. Ruiz, Bermúdez V., García, F., Silva, A., Gutiérrez, L., Villasmil, S. Effect of clonidine in mice inyected with Tityus discrepans scorpion venom. Toxicon. 2013; 63: 70-77.[11]
- Adriana Fernández, Pedro Cabrera, Thaís Díaz, Ana Z. Ruiz E. y Gonzalo Martínez. Efectos del Estatus Reproductivo de vacas mestizas Cebú sobre la producción in vitro de embriones. Revista de la Facultad de Ciencias Veterinarias, Maracay, UCV. 2012; 53(2):89-96.[12]
- Lilliam Sívoli, Kerika Vera, Doried Gahon, Adriana Méndez, Ana Zuley Ruiz E., Elevina Pérez, Romel Guzmán. Evaluación de la harina de plátano (Musa paradisíaca L.) en ratones (M. musculus) fenilcetonúricos. Revista de la Facultad de Ciencia Veterinarias- UCV, Maracay. 2013; 54 (2):108-115.[13]
- Ana Z. Ruiz y José R Pérez Machado. Relación de expresión del IGF-IR en secreciones uterinas de vacas de diferentes razas y grados de endometritis posparto. Zootecnia Tropical. 2014; 32(3):217-225.[14]
- Pinto-Santini L, Martínez N, Perozo D, Drescher K, Rossini M, Ruiz A y Domínguez C. Uso de ensilaje de grano húmedo y/o alimento concentrado en la suplementación de vacas mestizas en los Llanos Centrales venezolanos. Livestock Research for Rural Development. 2015; 26(225).[15]
- Carlos Domínguez, Ana Z. Ruiz, Rafael Pérez, Nelson Martínez, Livia Pinto y Thais Díaz. Pérez Machado. Efecto de la Adición de Ácidos Grasos Polinsaturados sobre los cambios reproductivo y productivo en vacas mestizas Carora en los Llanos Centrales de Venezuela. Revista de la Facultad de Ciencias Veterinarias – UCV, Maracay. 2018; 58(2) 2018.[16]